# Mars Needs Woman
Mars Needs Woman is een single van de Nederlandse zanger Novastar uit 2008. Het stond in hetzelfde jaar als eerste track op het album Almost Bangor, waar het de eerste single van was.

## Achtergrond
Mars Needs Woman is geschreven door Joost Zweegers en Andy Cartwright en geproduceerd door Wim De Wilde. Het is de comebacksingle van de zanger, na periode van vier jaar dat er geen nieuwe muziek van Novastar werd uitgebracht. De zanger omschrijft de betekenis van het nummer als een interne dialoog over de vrouwelijke kant die elke man heeft. Hij noemt ook dat het kan geïnterpreteerd worden als lied die ingaat op de inhoud van het boek Men Are from Mars, Women Are from Venus van John Gray. Echter vindt de zanger dat je niet te diep moet ingaan op de betekenis van het lied, want dan verlies je de mystiek die om het nummer hangt.

## Videoclips
Voor het lied zijn twee videoclips bekend. In de eerste videoclip is de zanger te zien, met vele close-ups en shot, vergelijkbaar met de videoclip van Hurt van Johnny Cash. De tweede videoclip is een animatie gemaakt door animatiestudio The Fridge. In deze videoclip wordt een alien/astronaut gevolgd, die op zoek is naar liefde. In de zoektocht sterft hij, maar wordt hij uiteindelijk weer aan elkaar geplakt door een vrouw, die vervolgens de helft van haar hart geeft. Novastar was zo fan van de clip, die past bij het melancholische lied, dat het de tweede officiële clip werd. 

## Hitnoteringen
Het lied was vooral in het land waar de zanger woont, België, een hit. In de Waalse hitlijst was er dan geen noteringen, maar in de Vlaamse Ultratop lijst kwam het tot de dertiende positie. Het was daarnaast zestien weken in die lijst te vinden. In de Nederlandse Top 40 was geen notering, maar in de Single Top 100 kwam het tot de 63e plek, en was het drie weken in die hitlijst genoteerd.

### NPO Radio 2 Top 2000
| Nummer met noteringen in de NPO Radio 2 Top 2000 | '09  | '10 | '11  |
| ------------------------------------------------ | ---- | --- | ---- |
| Mars Needs Woman                                 | 1116 | -   | 1951 |

1. ↑  Een '-' betekent dat het nummer niet was genoteerd en een vetgedrukt getal geeft de hoogste notering aan.
2. ↑  2009 was het eerste jaar met een notering voor dit nummer.
3. ↑  Deze tabel is bijgewerkt tot en met de laatste editie (2024).